# HD 66920
HD 66920 är en ensam stjärna i den södra delen av stjärnbilden Flygfisken. Den har en skenbar magnitud av ca 6,33 och är mycket svagt synlig för blotta ögat där ljusföroreningar ej förekommer. Baserat på parallax enligt Gaia Data Release 2 på ca 7,6 mas, beräknas den befinna sig på ett avstånd på ca 432 ljusår (ca 132 parsek) från solen. Den rör sig bort från solen med en heliocentrisk radialhastighet på ca 24 km/s.

## Egenskaper
HD 66920 är en vit till blå jättestjärna av spektralklass A3 III, som har förbrukat förrådet av väte i dess kärna och utvecklats bort från huvudserien. Den har en massa som är ca 2,0 solmassor, en radie som är ca 3,5 solradier och har ca 52 gånger solens utstrålning av energi från dess fotosfär vid en effektiv temperatur av ca 8 200 K.